# Medal Kampanii w Afganistanie
Medal Kampanii w Afganistanie (ang. Afghanistan Campaign Medal) – odznaczenie Sił Zbrojnych Stanów Zjednoczonych ustanowione 29 listopada 2004 roku rozporządzeniem wykonawczym prezydenta George’a W. Busha dla uhonorowania żołnierzy amerykańskich, którzy służyli podczas wojny w Afganistanie po 24 października 2001 roku.

## Kryteria
Aby otrzymać Medal Kampanii w Afganistanie, członek personelu wojskowego musiał służyć w graniach Afganistanu lub w jego przestrzeni powietrznej przez 30 kolejnych dni lub 60 nienastępujących po sobie dni pomiędzy 24 października 2001 a 31 sierpnia 2021 roku, czyli do zakończenia operacji Allies Refuge.
Żołnierze, którzy zostali ranni w Afganistanie w walce lub w wyniku ataku terrorystycznego otrzymują Medal Kampanii w Afganistanie niezależnie od liczby dni spędzonych w tym kraju. Medal może również zostać przyznany pośmiertnie każdemu żołnierzowi, który zginął podczas pełnienia obowiązków w Afganistanie, w tym w wyniku zdarzeń niezwiązanych z walką, takich jak wypadki.

## Opis
Medal Kampanii w Afganistanie zaprojektował Wojskowy Instytut Heraldyki. Awers medalu przedstawia zarys granic Afganistanu, pod którym znajduje się wizerunek gór pokrywających większą część tego kraju. Nad rysunkiem widnieje łukowaty napis AFGHANISTAN CAMPAIGN. Na rewersie znajduje się orzeł zwrócony w lewo, spod którego rozchodzą się promienie słońca. Pod rysunkiem widnieje napis FOR SERVICE IN AFGHANISTAN, a całość jest otoczona wieńcem laurowym.
Wstążka medalu ma szerokość 1 3/8 cala i składa się z trzynastu pasów. Wąskie paski: niebieski, biały i czerwony symbolizują barwy flagi Stanów Zjednoczonych, natomiast kolory: biały, czarny, czerwony, i zielony po bokach reprezentują barwy flagi Afganistanu w czasach Republiki.